# Sternula
Sternula is een geslacht van vogels uit de familie meeuwen (Laridae). Het geslacht telt zeven soorten.

## Soorten
- Sternula albifrons  –  Dwergstern
- Sternula antillarum  –  Amerikaanse dwergstern
- Sternula balaenarum  – Damarastern
- Sternula lorata  –  Humboldtstern
- Sternula nereis  –  Elfenstern
- Sternula saundersi  –  Saunders' dwergstern
- Sternula superciliaris  –  Amazonestern